# Иваничи (Волынская область)
Ива́ничи (укр. Іваничі) — посёлок во Владимирском районе Волынской области Украины. Административный центр Иваничевской поселковой общины.

## История
Первое письменное упоминание о Иваничах относится к 1545 году. В то время деревня находилась под властью Литовского княжества.
После Люблинской унии 1569 года Иваничи вошли в состав Речи Посполитой.
Согласно с реестром 1629 года, в то время в деревне находилось 68 домов.
После третьего раздела Речи Посполитой в 1795 году Иваничи вошли в состав Российской империи.
В 1899 году в деревне была открыта первая церковно-парафиальная школа, которую в 1911 году посещали 36 учеников.
В начале Первой мировой войны через Иваничи была проложена железнодорожная линии, обеспечивавшая снабжение русской армии. Летом 1915 года селение оказалось в зоне боевых действий, а затем было захвачено австро-немецкими войсками, которые находились здесь до конца 1918 года. В начале 1919 Иваничи были заняты польскими войсками и после советско-польской войны остались в составе Волынского воеводства Польши.
20 сентября 1939 года в Иваничи вступили части РККА, село вошло в состав СССР и здесь была открыта начальная школа. В 1940 году в Иваничах начал работать сельский совет народных депутатов трудящихся, начальную школу преобразовали в семилетнюю. После начала Великой Отечественной войны с 22 июня 1941 года по 20 июля 1944 года Иваничи находились под немецкой оккупацией.
В 1945 году здесь начала работу типография, 10 марта 1945 года — началось издание районной газеты.
В 1948 году была создана сельскохозяйственная артель (в дальнейшем — колхоз «Ленінський шлях», начавший выращивание сахарной свеклы). При колхозе было открыто отделение райсельхозтехники.
В 1951 году село стало посёлком городского типа. В 1952 году здесь действовали средняя школа, Дом культуры, библиотеки и кинотеатр.
В 1972 году здесь действовали завод стройматериалов, сахарный завод и консервный завод.
В мае 1995 года Кабинет министров Украины утвердил решение о приватизации находившихся здесь сахарного завода, райсельхозтехники, райсельхозхимии и комбикормового завода.
В ходе административно-территориальной реформы в Украине, в 2020 году Иваничевский район был упразднён, а посёлок стал административным центром Иваничевской поселковой общины Владимир-Волынского района.

## Население
В январе 1989 года численность населения составляла 7031 человек.
На 1 января 2013 года численность населения составляла 6810 человек.

### Языковой состав
Родной язык населения по данным переписи 2001 года:
| Язык       | Численность, чел. | Доля     |
| ---------- | ----------------- | -------- |
| Украинский | 6 830             | 98,73 %  |
| Русский    | 73                | 1,06 %   |
| Другие     | 15                | 0,21 %   |
| Итого      | 6 918             | 100,00 % |

## Экономика
- хлебоприёмное предприятие[10]
- районная типография[11]

## Транспорт
Железнодорожная станция Иваничи на линии Ковель — Львов Львовской железной дороги.

## Известные люди
- Ващук, Оксана Олеговна (род. 1989) — украинская спортсменка-борец вольного стиля.
- Гергель, Оксана Васильевна (род. 1994) — украинская спортсменка-борец вольного стиля.
- Лелюков, Юрий Николаевич (1949—1984) — преподаватель начальной военной подготовки школы № 2 поселка Иваничи, ценой своей жизни спасший учеников при взрыве боевой гранаты в классе.
- Мацерук, Григорий Игнатьевич — украинский писатель и журналист, учился в Иванической школе-интернате.
- Контский, Антоний (1817—1899) — польский пианист и композитор.